# Scenes in Moroland
Scenes in Moroland è un cortometraggio muto del 1913. Non si conosce il nome del regista né altri dati del film, un documentario di cento metri prodotto dalla Selig.

## Produzione
Il film fu prodotto dalla Selig Polyscope Company.

## Distribuzione
Distribuito dalla General Film Company, il film - un documentario di 100 metri - uscì nelle sale cinematografiche USA il 20 agosto 1913. Nelle proiezioni, veniva programmato con il sistema dello split reel, accorpato in un'unica bobina con un altro cortometraggio prodotto dalla Selig, la commedia The Ten Thousand Dollar Toe.